# Bad Belzig
Bad Belzig é um município da Alemanha, situado no distrito de Potsdam-Mittelmark, no estado de Brandemburgo. Tem 234,82 km² de área, e sua população em 2019 foi estimada em 11.141 habitantes.